# Vantablack

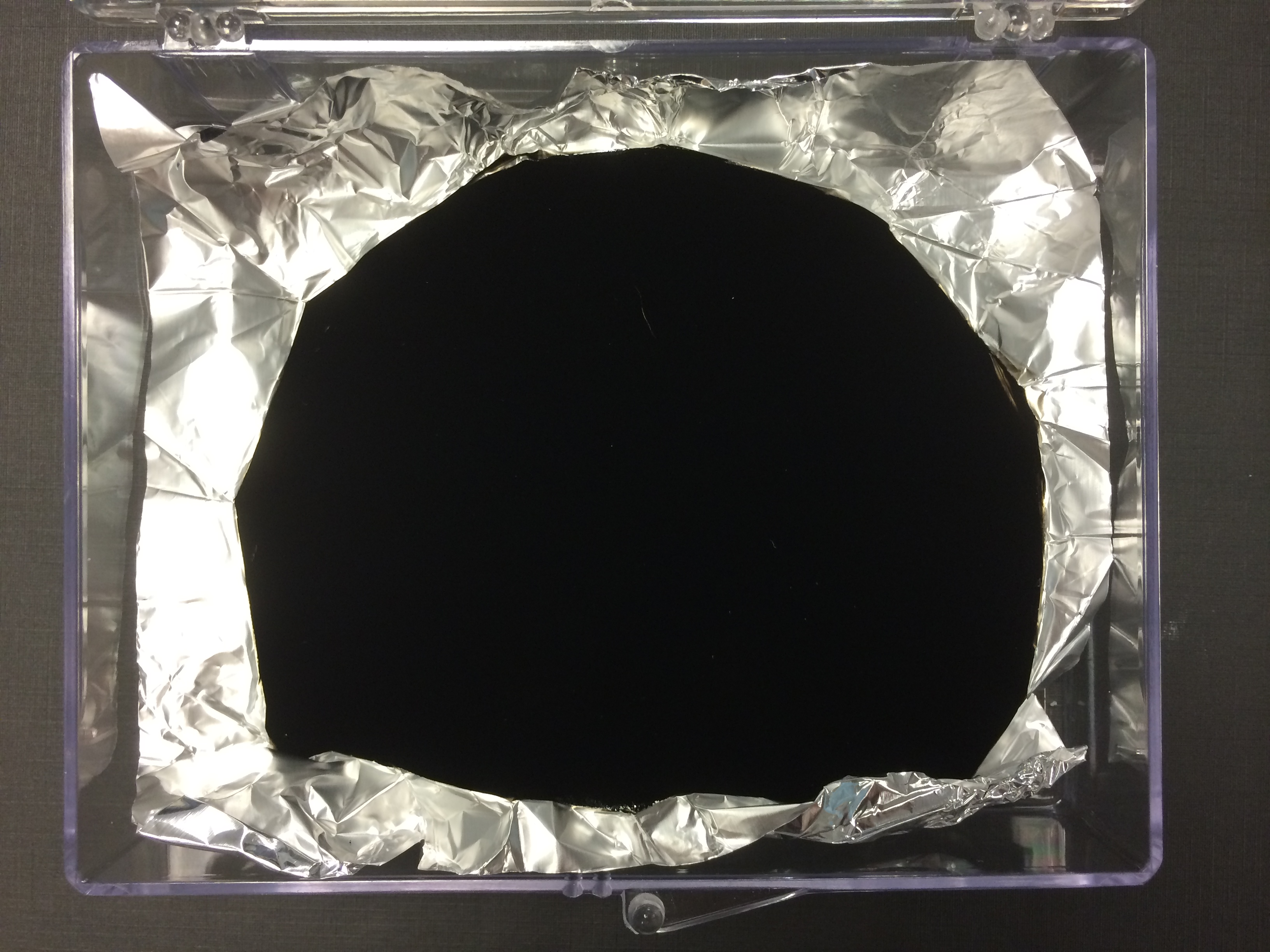
Papel-alumínio com uma porção — também amassada — revestida com Vantablack

Vantablack é uma substância feita de nanotubos de carbono. É a substância mais preta conhecida, absorvendo até 99,965% de radiação.
O revestimento Vantablack original foi cultivado a partir de um processo de deposição química em fase vapor (CVD) e é reivindicado como o "material mais escuro do mundo", absorvendo até 99,965% da luz visível medida perpendicularmente ao material. Os revestimentos são únicos na medida em que são super-pretos e mantêm a absorção uniforme de luz de quase todos os ângulos de visão. O Vantablack CVD original não é mais fabricado para aplicações comerciais, pois foi substituído por revestimentos de spray Vantablack que oferecem desempenho óptico semelhante em partes-chave do espectro eletromagnético.

## Origem do termo
O nome vem do inglês, Vertically Aligned NanoTube Arrays (Matrizes de Nanotubos Verticalmente Alinhados em português).

## Desenvolvimento
A substância foi desenvolvida pela empresa britânica Surrey NanoSystems que já se encontra a produzir e entregar encomendas do material para a indústria aeroespacial e da defesa.

## Características visuais
Como Vantablack é composto por nanotubos de carbono que absorvem níveis excepcionalmente altos de luz visível, é amplamente considerado um dos pigmentos mais escuros criados. Quando aplicado a objetos tridimensionais, Vantablack produz a aparência de uma superfície bidimensional ou espaço vazio.

## Propriedades

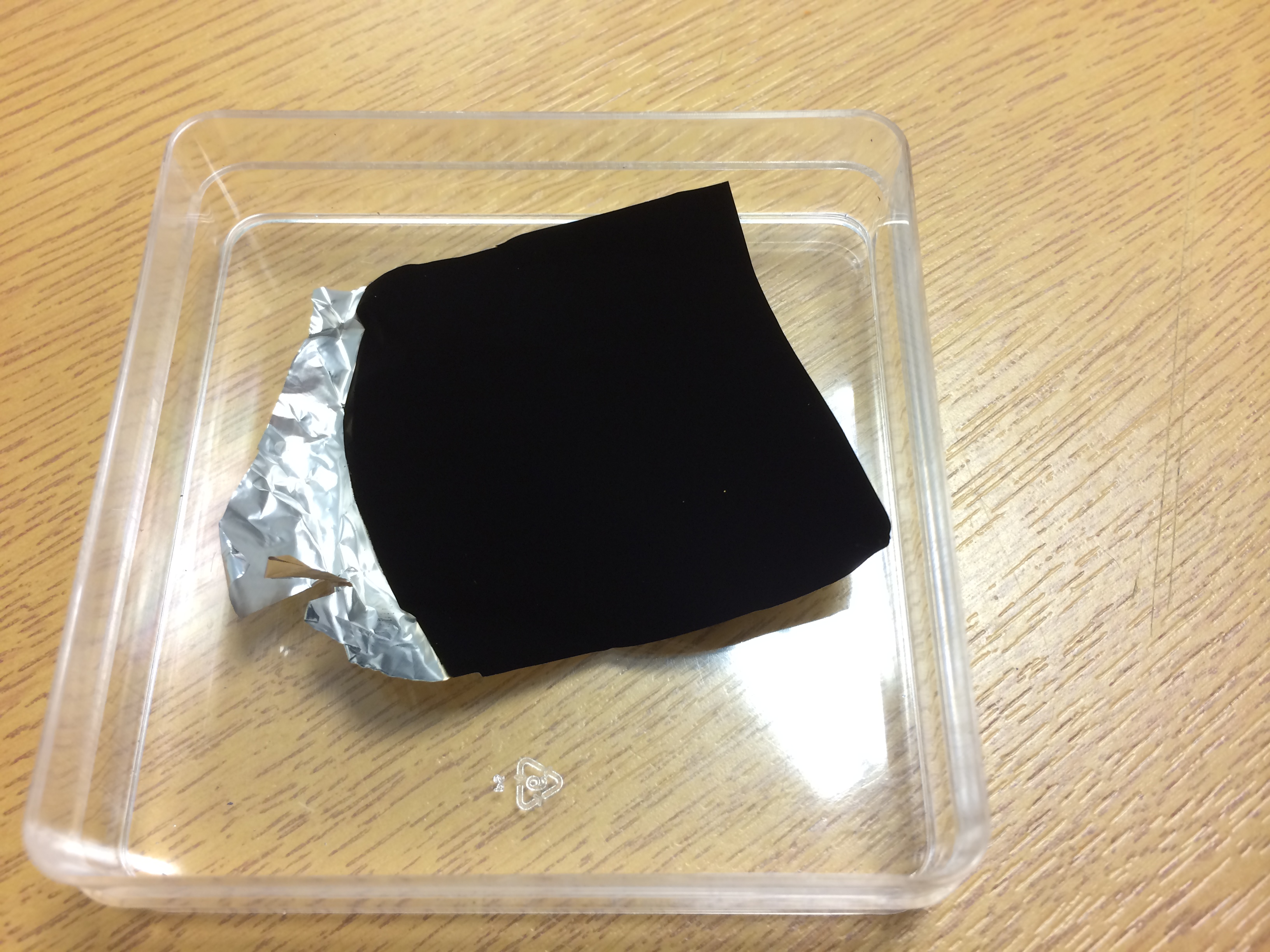
Vantablack cultivado em folha de metal

CVD Vantablack é composto por uma floresta de nanotubos de carbono verticais "cultivados" sobre um substrato usando um processo de deposição química de vapor modificado. Quando a luz atinge Vantablack, em vez de saltar, ela fica presa e continuamente desviada entre os tubos, absorvida e, eventualmente, dissipada como calor.
CVD Vantablack foi uma melhoria em relação a substâncias semelhantes desenvolvidas na época. Vantablack absorve até 99,965% da luz visível e pode ser criado a 400 °C (752 °F). A NASA já havia desenvolvido uma substância semelhante que era cultivada a 750 °C (1 380 °F), que exigia que os materiais fossem mais resistentes ao calor do que o Vantablack.  Materiais mais escuros são possíveis: em 2019, engenheiros do MIT desenvolveram um material CVD que reflete um décimo da quantidade de luz que o Vantablack reflete.
Os níveis de desgaseificação e precipitação de partículas de Vantablack são baixos em comparação com substâncias similares, o que o torna mais viável comercialmente. Vantablack é resistente a vibrações mecânicas e apresenta estabilidade térmica.

## Aplicações
Como um dos materiais mais escuros, o Vantablack tem muitas aplicações potenciais, como impedir que a luz perdida entre nos telescópios e melhorar o desempenho das câmeras infravermelhas tanto na Terra quanto no espaço. As superfícies revestidas com Vantablack são altamente adequadas para emitir e absorver radiação de corpo negro. Esses revestimentos possuem durabilidade adequada, o que lhes permite ter um bom desempenho em diversas faixas de temperatura e ambientes, como aplicações de vácuo e ar. Consequentemente, o uso de revestimentos Vantablack em configurações ópticas pode melhorar seu desempenho geral.
Além de crescer diretamente nanotubos de carbono alinhados, Vantablack é feito em duas tintas pulverizáveis com nanotubos orientados aleatoriamente, Vantablack S-VIS e Vantablack S-IR com melhor absorção infravermelha do que o primeiro. Essas tintas exigem uma licença especial, uma temperatura de 100-280 °C e pós-processamento a vácuo. A Surrey NanoSystems também comercializa uma linha de tintas sprayable não nanotubos, conhecidas como Vantablack VBx, que são ainda mais fáceis de aplicar.

Vantablack também despertou interesse da comunidade científica para uso em câmeras e sensores. Suas características distintivas o tornam um material desejável para projetores de cinema, lentes, produtos de luxo e itens de design. Além disso, suas propriedades de absorção de luz têm o potencial de melhorar a eficiência de painéis e células solares.